# IC 2391
IC 2391 sau Caldwell 85 este un roi deschis din constelația Velelor. 